# Floris Oudshoorn
Floris Oudshoorn (Leiden) is een Nederlandse stripauteur.
Oudshoorn heeft gestudeerd aan de HKU en de HKA, waar hij in 1993 afstudeerde. Diverse undergroundstripverhalen zijn van zijn hand, waaronder Aso!, een bundeling verhalen van 'Mendert Mijndfuk' met de titel "Ongezellige verhalen" en een deel in De Pincet Reeks: De Mensenhater. In 2006 kwam Oudshoorn in de finale van de StripStrijd van Het Parool met zijn strip Swamp Thing. Swamp Thing keerde in januari 2007 terug en was tot 1 januari 2009 elke dag te lezen in Het Parool. Daarnaast verscheen Swamp Thing wekelijks in Veronica Magazine (2006-2007) en elke 4 weken in de Jippo (2007).
Begin 2007 verscheen het eerste album van Swamp Thing in een samenwerkingsverband tussen uitgeverij Atlas en uitgeverij Oog & Blik. In de twee jaar daarop verschenen nog een deel twee en drie. 
In 2009 schreef dagblad De Pers ook een stripwedstrijd uit, die door Oudshoorn werd gewonnen. De hoofdprijs: twee maanden publicatie. De pers verlengde deze periode eerst met vier maanden en daarna nog eens met zes. Uitgeverij Oog & Blik werd in 2009 overgenomen zodat het vierde Swampalbum in 2011 Verscheen bij De Bezige Bij. Hierna stopte de Bezige Bij met de serie. In 2013 bracht uitgeverij Strip2000 het vijfde deel uit: "Swamp Thing Duikt weer op" en in 2014 deel zes "Swamp Thing doet gezellig mee". Het zevende deel, "Swamp Thing ziet het zonnig in" Verscheen begin 2015. In 2016 verscheen deel acht: "Swamp Thing wordt een hele grote".
In 2017 stapte Oudshoorn over naar uitgeverij Syndikaat en verscheen deel 9: Swamp Thing is gek!
Oudshoorn woont en werkt in Amsterdam als cartoonist, striptekenaar, illustrator en wordt ook regelmatig gevraagd als livetekenaar op locatie in binnen- en buitenland.

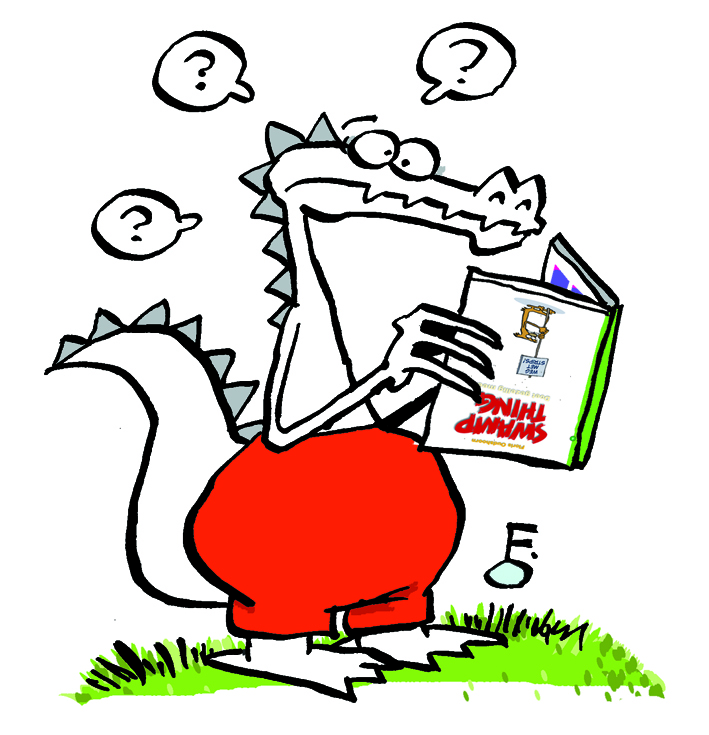
Swamp Thing, hoofdpersonage uit de gelijknamige strip door Floris Oudshoorn

- International Standard Name Identifier: 0000 0003 6898 2795
- Library of Congress Control Number: no2019079415
- Nederlandse Thesaurus van Auteursnamen: 069778256
- Virtual International Authority File: 290523496